# Sabine Platz
Sabine Platz (* 30. Mai 1971 in Kitchener (Ontario), Kanada) ist eine deutsche Fernsehjournalistin und Schriftstellerin.

## Leben
Platz wuchs in West-Berlin auf. Nach dem Realschulabschluss absolvierte sie eine Ausbildung zur Bekleidungsschneiderin und anschließend zur Kauffrau im Groß- und Einzelhandel im Kaufhaus des Westens. Nach den Ausbildungen erlangte sie die fachgebundene Hochschulreife und studierte an der Hochschule für Technik und Wirtschaft Berlin (damals FHTW) Wirtschaftskommunikation.

## Journalistische Karriere
Während des Studiums arbeitete Platz im ZDF-Morgenmagazin als freie Mitarbeiterin. Nach dem Abschluss des Studiums absolvierte sie ein Redaktionsvolontariat beim ZDF. Anschließend wurde sie Reporterin für das ZDF, zunächst im Landesstudio Baden-Württemberg und seit 2004 für das ZDF-Morgenmagazin.
In den Jahren 2001 bis 2003 erstellte sie Reportagen aus den Kriegsgebieten im Kosovo und Afghanistan. Dabei sind u. a. die Filme Unverhüllt – Afghanische Frauen im Aufbruch sowie Mister Vera – Einsatz in Afghanistan über die Minenräumerin Vera Bohle entstanden.
Im ZDF-Morgenmagazin und -Mittagsmagazin ist Platz in verschiedenen Funktionen hinter der Kamera tätig, aber auch in wiederkehrenden Formaten oder Serien zu sehen, deren Titel teilweise die standardsprachliche Bedeutung ihres Familiennamens aufnehmen, so z. B. die Service-Reihe Platz im Garten oder die während der Corona-Krise entstandenen Serien Platz zu Hause und Platz auf Tour.
Im Oktober 2021 erschien ihr Buch Im Garten. Seit Juni 2022 schreibt sie für die Berliner Zeitung alle 14 Tage die Kolumne „Tulpen und Tomaten“ zu den Themen Garten und Ökologie.